# SN Brussels Airlines
Az SN Brussels Airlines (SNBA) Belgium korábbi nemzeti légitársasága volt, amely elsősorban a Brüsszel Zaventem repülőtérről üzemelt. Az SNBA elnevezés lényegében a Delta Air Transport vállalatot takarta, amely a korábbi állami légitársaság, a SABENA egyik leányvállalata és utóda volt. Az SNBA elsősorban Brüsszelt kötötte össze más európai nagyvárosokkal, de a SABENA hálózatát átvéve Afrikába is indított járatokat. Az SNBA és a Virgin Express angol diszkont légitársaság 2005-ben egyeztek meg arról, hogy az SNBA átveszi az irányítást a Virgin Express felett, majd a két vállalat 2006-ban bejelentette, hogy összeolvadnak. Az új cég 2006. november 7-én vette fel a Brussels Airlines elnevezést.

## Története
Az SN Brussels Airlines vállalat 2002-ben alakult, amikor belga befektetők csoportja (vállalatok, bankok és befektetési alapok, illetve a belga szövetségi és a vallon regionális kormány) létrehozta az SN Airholding nevű vállalatot, amelynek vezetője Etienne Davignon lett.  Miután 2001-ben a korábbi állami légitársaságot, a Sabenát a Swissair felvásárolta, Belgiumban nem maradt nemzeti légitársaság.  2002 februárjában az SN Airholding átvette az ellenőrzést a Delta Air Transport vállalat felett, amely a Sabena leányvállalata volt és nevét SN Brussels Airlines-ra változtatta.
2002-ben az egész vállalatot átszervezte az új vezérigazgató, Peter Davies és tanácsadója, Prof. Jean Frederic Mognetti. Első számú célkitűzésük volt, hogy a vállalat működését nyereségessé tegyék és a befektetők részére profitot fizessenek - amit három év alatt sikerült elérni.
2005. április 12-én az SN Airholding irányító részesedést szerzett Virgin Express légitársaságban és 2006. március 31-én bejelentették a két vállalat összeolvasztását. 2006. november 7-én a zaventemi repülőtéren összehívott sajtótájékoztatón jelentették be, hogy a közös vállalat neve Brussels Airlines lesz.

## Flotta
Az SN Brussels Airlines légiflottájában a következő repülőgépek voltak megszűnése előtt:

## Képek

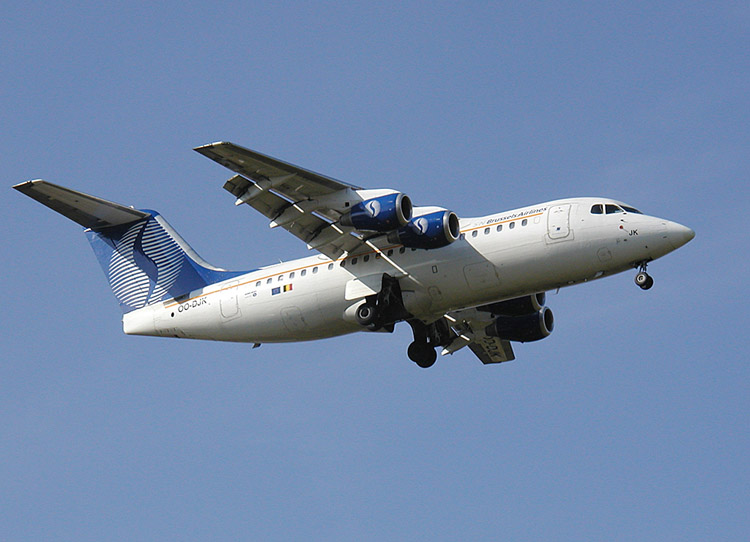
SN Brussels Airlines Avro RJ85
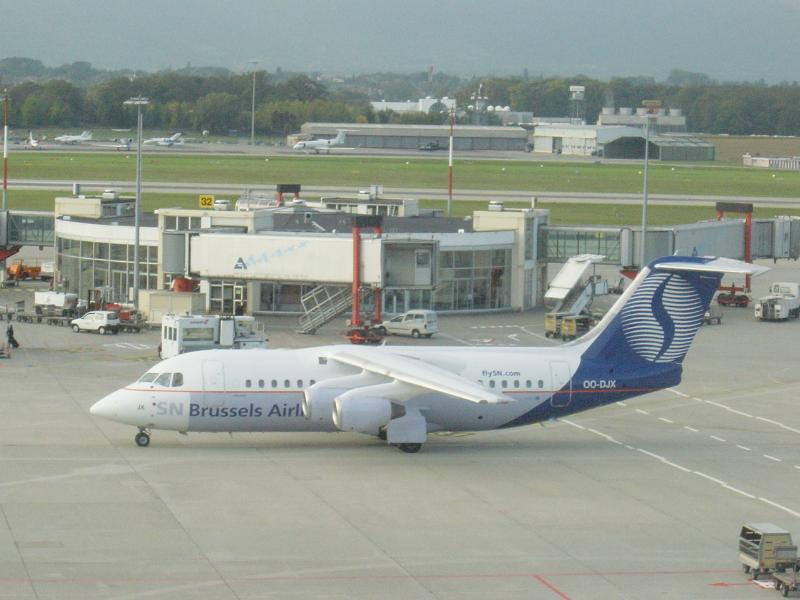
SN Brussels Airlines Avro RJ85 a genfi repülőtéren